# Kelechi Nnamdi
Kelechi Nnamdi (* 22. März 2006) ist ein österreichischer Fußballspieler.

## Karriere
Nnamdi begann seine Karriere beim SK Rapid Wien. Zur Saison 2019/20 wechselte er in die Jugend des FC Red Bull Salzburg, bei dem er ab der Saison 2020/21 auch sämtliche Altersstufen in der Akademie durchlief.
Zur Saison 2023/24 wechselte Nnamdi zu den Amateuren des First Vienna FC. Für die Amateure der Vienna kam er in der Saison 2023/24 zu 30 Einsätzen in der fünftklassigen 2. Landesliga, mit dem Team stieg er zu Saisonende in die Wiener Stadtliga auf. Im September 2024 stand er erstmals im Profikader der Wiener. Sein Debüt in der 2. Liga gab er im selben Monat, als er am achten Spieltag der Saison 2024/25 gegen Schwarz-Weiß Bregenz in der Startelf stand.